# Hostile Ambient Takeover
Hostile Ambient Takeover – czternasty album studyjny zespołu Melvins wydany w 2002 roku przez wytwórnię Ipecac Recordings. 

## Lista utworów
1. "Untitled" Crover 0:31
2. "Black Stooges" Osborne, Crover 5:58
3. "Dr. Geek" 2:35
4. "Little Judas Chongo" 2:03
5. "The Fool, the Meddling Idiot" 7:49
6. "The Brain Center at Whipples" 3:50
7. "Foaming" Osborne, Rutmanis 7:47
8. "The Anti-Vermin Seed" 15:51

## Twórcy
The Melvins
- King Buzzo – wokal, gitara
- Dale Crover – perkusja, keyboard, wokal
- Kevin Rutmanis – gitara basowa, slide gitara basowa
- Toshi Kasai – keyboard, nagranie, mixing
- Adam Jones – virus
- John Golden – mastering
- Mackie Osborne – dyrektor artystyczny
- Kevin Willis – zdjęcia